# Fish Fillets NG
Fish Fillets NG — компьютерная логическая игра, отдалённо напоминающая Sokoban. Цель игры — освободить себе дорогу и выйти за пределы уровня. Игра проходится двумя рыбками — агентами FDTO Максом Флаундером и Тиной Гуппи. Во время игры они переговариваются друг с другом, делая замечания об окружающей обстановке и различных обитателях подводного мира. Также рыбы часто шутят, ругаются друг с другом и комментируют прогресс прохождения уровня.
Игра прославилась своей сложностью, и в то же время, оригинальностью. Основной упор в игре сделан на логику, но иногда встречаются уровни на «выносливость» (нужно бездумно совершить большое количество ходов) и на внимательность (в конце уровня оказывается, что игрок не сделал что-то в начале).
В 2007 году вышло официальное продолжение серии, где большой упор был сделан на сюжет, юмор и графику, также было добавлено 5 новых персонажей с уникальными способностями. Локализованную версию на русском языке выпустила фирма 1С под названием «Рыбы-суперсыщики 2».

## Fish Fillets
Fish Fillets NG является клоном Fillets, разработанной компанией ALTAR interactive в 1998 году. Fish Fillets NG имеет ряд преимуществ:
- Является открытым программным обеспечением.
- Переведена на многие языки, в том числе русский (пока только текст).
- Для описания уровней использует язык lua, что упрощает создание новых уровней.
- Работает в различных операционных системах: Linux, FreeBSD, MacOS X, Windows
- Включает в себя дополнительные уровни.